# شاهرخ زمانی
شاهرخ زمانی (زادهٔ ۱۳۴۳ در کلیبر - درگذشتهٔ ۲۲ شهریور ۱۳۹۴ در کرج) نقاش ساختمانی و فعال کارگری بود. وی عضو هیئت مدیرهٔ کمیته پیگیری برای ایجاد تشکل‌های مستقل کارگری، عضو هیئت بازگشایی سندیکای کارگران ساختمان و نقاشان و زندانی سیاسی نیز بوده‌است. وی در شرایطی که در بند سیاسی زندان رجایی‌شهر کرج پنجمین سال حبس بدون مرخصی خود را سپری می‌کرد، در روز ۲۲ شهریور ۱۳۹۴ در زندان به علت سکته مغزی (به گفتهٔ مسئولان زندان) توسط جمهوری اسلامی در زندان به قتل رسید.

## فعالیت‌های سیاسی

### دستگیری اول
شاهرخ زمانی نخستین بار در سال ۱۳۷۲ به اتهام فعالیت غیرعلنی در سندیکای نقاشان بازداشت شد و مدت حدود ۱۸ ماه را در زندان گذراند.

### دستگیری دوم
شاهرخ زمانی آخرین بار در روز ۱۴ خرداد ۱۳۹۰ در تبریز بازداشت شد و مدت ۳۶ روز را در سلول انفرادی گذراند. شعبهٔ یک دادگاه انقلاب تبریز به ریاست قاضی حملبر، اتهام شاهرخ زمانی را «تبلیغ علیه نظام» و «تشکیل گروه به قصد برهم زدن امنیت ملی» اعلام کرده و در نهایت وی را به ۱۱ سال زندان محکوم کرد. نیما پوریعقوب، محمد جراحی و ساسان واهبی‌وش، سه تن از فعالین کارگری و دانشجویی در تبریز از جمله دیگر بازداشت شدگان این پرونده بودند.
زمانی در تاریخ ۲۷ مهر ماه ۱۳۹۰ با قرار وثیقهٔ ۲۰۲ میلیون تومانی به‌طور موقت از زندان مرکزی تبریز آزاد و سپس در تاریخ ۲۴ دی ماه همراه با محمد جراحی در محل کارش دستگیر و برای اجرای حکم به زندان مرکزی تبریز انتقال داده‌شد.
شاهرخ زمانی در بدو ورود به زندان تبریز، به‌طور غیرقانونی به مدت بیش از یک ماه در بند قرنطینهٔ زندان نگاه داشته‌شد. وی در اعتراض به این مسئله دست به اعتصاب غذا زد و نهایتاً به بند مالی زندان تبریز منتقل شد. زمانی در مدت زندان خود در زندان تبریز چندین بار از بندی به بند دیگر منتقل شد و در نهایت به بند ۱۵ متادون که مخصوص معتادین بود انتقال داده‌شد.
در تاریخ ۷ خرداد ماه ۱۳۹۱ شاهرخ زمانی به‌طور غیرقانونی و بدون حکم قاضی با دست‌بند و پابند از زندان تبریز به زندان یزد انتقال داده‌شد، اما در ۱۷ مرداد ۱۳۹۱ بار دیگر به زندان تبریز بازگردانده شده و در نهایت در تاریخ ۲۲ مهر ۱۳۹۱ به زندان رجایی‌شهر کرج منتقل شد.
شاهرخ زمانی در تاریخ ۱۷ شهریور ماه ۱۳۹۲ بار دیگر از زندان رجایی‌شهر کرج به تبریز منتقل شد، ولی این‌بار در شعبهٔ ۲ دادگاه انقلاب تبریز به اتهام «توهین به رهبری» محاکمه و به تحمل ۶ ماه حبس تعزیری دیگر محکوم شد. وی در روز ۲۰ اسفند ماه ۱۳۹۲ به زندان قزل‌حصار کرج انتقال یافت و در اعتراض به این انتقال دست به اعتصاب غذا زد و در نتیجه در تاریخ ۲۵ فروردین ماه ۱۳۹۳ به زندان رجایی‌شهر کرج انتقال داده‌شد. در تمام طول مدت حبس وی حتی یک روز به وی مرخصی داده‌نشد و حتی برای مراسم ازدواج دختر و مراسم خاکسپاری مادرش نیز به زمانی اجازهٔ استفاده از مرخصی داده‌نشد.

## ممنوعیت از حضور در مراسم عروسی دختر و درگذشت مادر
شاهرخ زمانی که در سال ۱۳۹۰ به اتهام تلاش برای تشکیل سندیکای کارگری، به ۱۱ سال زندان، محکوم شده بود و مدتی در سلول انفرادی بوده و اعتصاب غذا هم کرده بود حتی برای ازدواج دخترش و درگذشت مادرش هم، اجازهٔ مرخصی نیافت.

## رسیدگی نکردنستاد حقوق بشرقوه قضاییه به درخواست وی
شاهرخ زمانی، پیش از درگذشت، در نامه‌ای به احمد شهید (گزارشگر ویژه امور حقوق بشر در ایران) از ارعاب و تهدید خود و اعمال فشار به خانواده‌اش شکایت کرده و از یکی از کارشناسان دیوان‌عالی کشور نقل قول کرده بود که در حق او اجحاف شده و "کوچکترین ادله قانونی و محکمه پسندی که قاضی بتواند این حکم را بدهد موجود نیست.
او در این نامه نوشته بود: «یکی از افراد حقوق بشر اسلامی در تهران، در مقابل پیگیری زیاد پرونده، به همسر من گفته‌است: خانم! چیزی از اینجا عاید شما نخواهد شد؛ [زیرا] تصمیم، [در] جای دیگری گرفته شده‌است. شما تنها به حقوق بشر جهانی می‌توانید مراجعه کنید».

### درگذشت
شاهرخ زمانی در زمانی مابین صبح تا پیش از ظهر روز ۲۲ شهریور ۱۳۹۴ فوت کرد. فوت وی زمانی رخ داد که وی در هواخوری ظهر حضور پیدا نکرد و هم‌بندی‌هایش با حضور بر سر تخت شاهرخ زمانی متوجه شدند که درگذشته‌است. بهداری زندان سکته مغزی را عامل مرگ وی اعلام کرده‌است. شاهرخ زمانی در اعتراض به شرایط بد زندان و از جمله انتقال و تبعید او به زندانهای مختلف بارها دست به اعتصاب زده بود.